# Église chrétienne des îles Cook

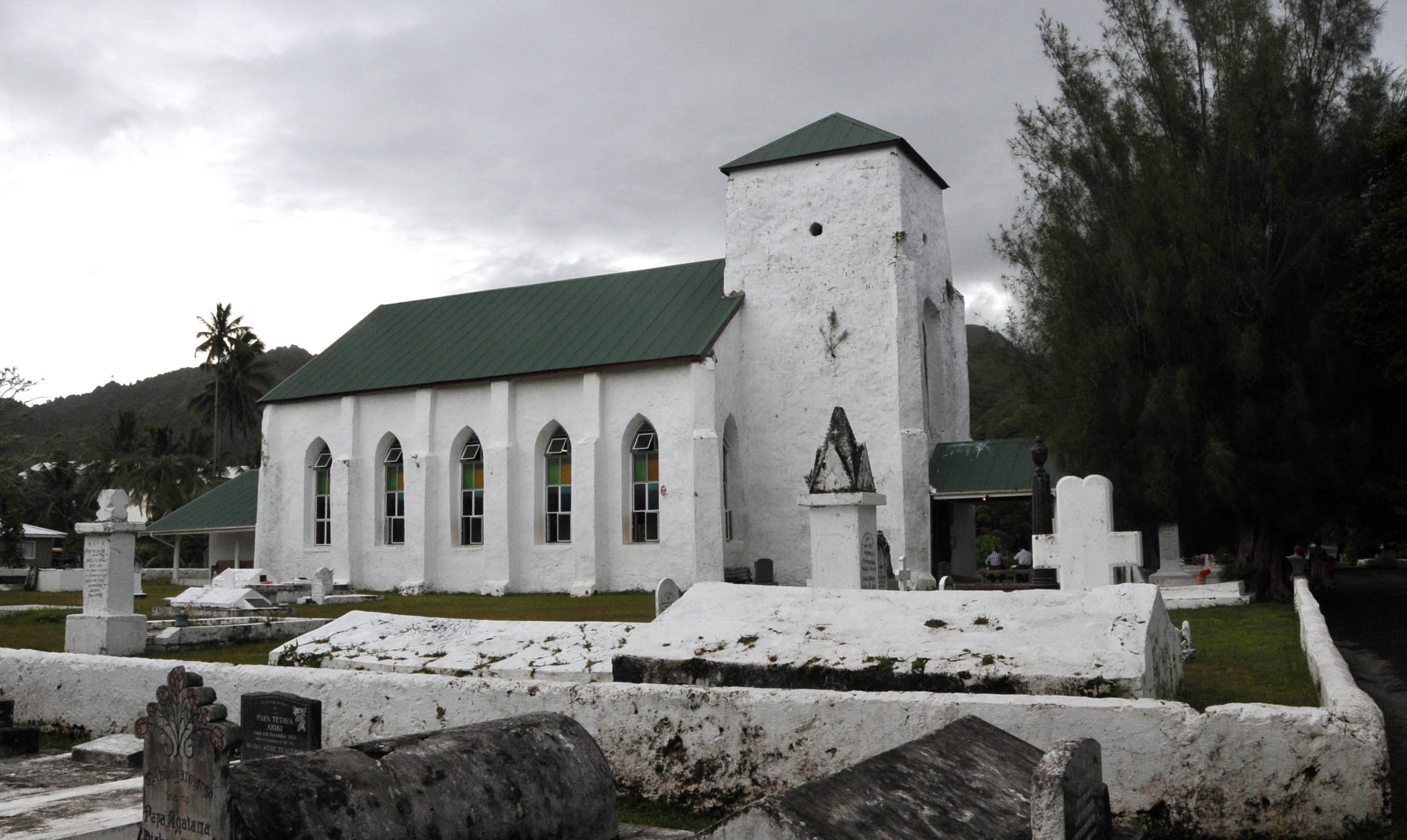
Édifice dans la capitale Avarua.

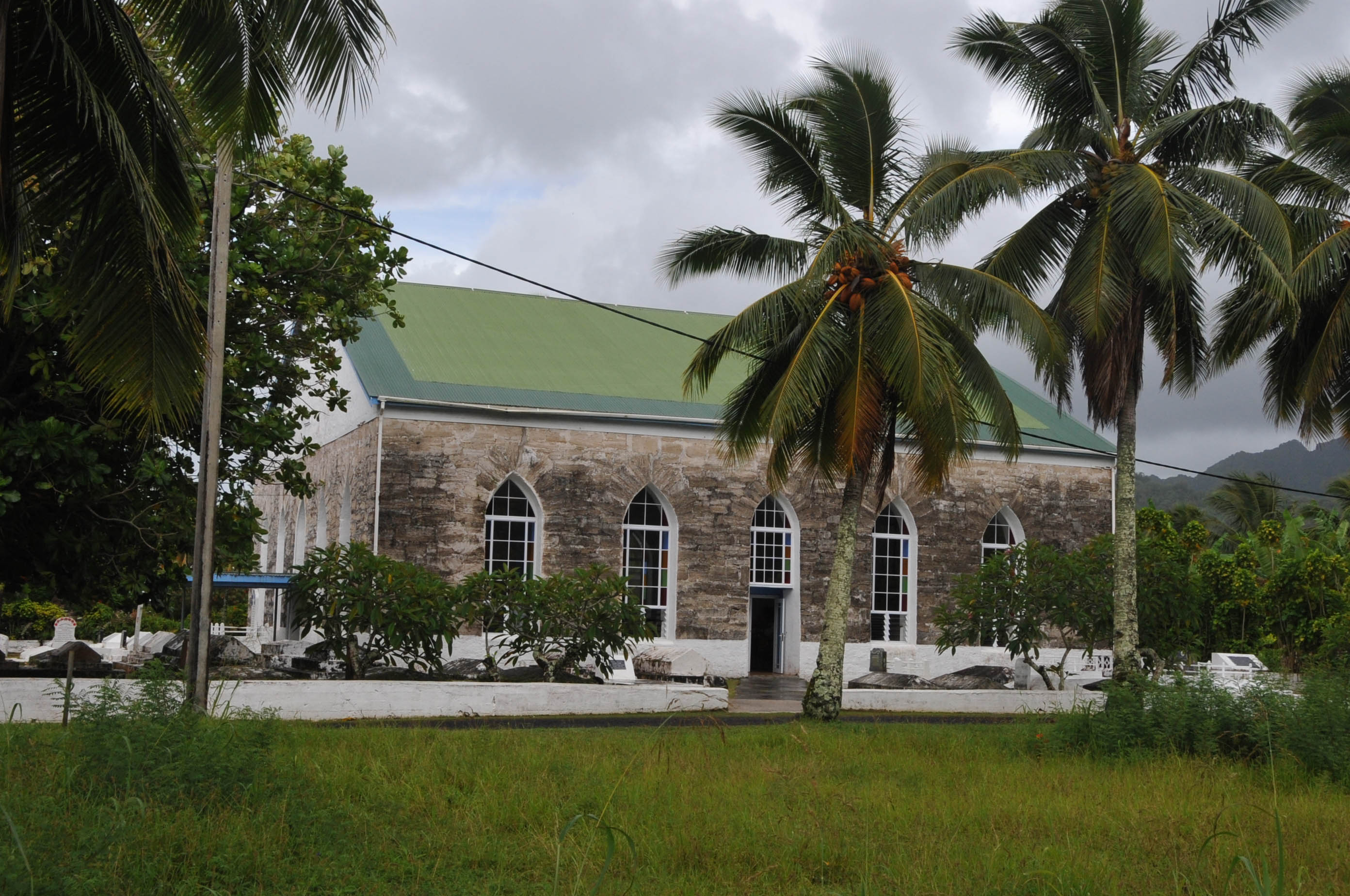
Édifice de la CICC (village de Titikaveka).

L'Église chrétienne des îles Cook (abrégée en CICC) est la première confession religieuse de cet État archipel d'Océanie (70 % de la population). Elle compte environ 18 000 membres. Il s'agit d'une église protestante congrégationaliste. Elle possède aussi des congrégations à l'étranger, notamment en Australie et en Nouvelle-Zélande (pays où beaucoup de Cookiens sont partis pour vivre à l'étranger).
Son siège se trouve à Avarua, la capitale cookienne.

## Origines
La CICC doit ses origines à la London Missionary Society (LMS), installée aux Îles Cook dès 1821. En 1852, la LMS fonde l'Église LMS Îles Cook. Celle-ci devient autonome en 1968, trois ans après l'indépendance des Îles Cook. C'est à cette même date qu'elle prend son nom actuel.

## De nos jours
Aujourd'hui, la CICC est principalement représentée dans trois pays :
- les Îles Cook, où elle possède 24 églises ;
- la Nouvelle-Zélande, avec 22 églises ;
- et l'Australie, avec 15 églises.

Depuis 2003, la CICC a le droit de modifier sa constitution sans la permission du Parlement cookien. Elle est membre du Conseil œcuménique des Églises.